# Ngọc Đường
Ngọc Đường là một xã thuộc tỉnh Tuyên Quang, Việt Nam.

## Địa lý
Xã Ngọc Đường có vị trí địa lý:
- Phía đông giáp huyện Bắc Mê
- Phía tây giáp các phường Minh Khai, Ngọc Hà, Quang Trung
- Phía nam và bắc giáp huyện Vị Xuyên.

Xã Ngọc Đường có diện tích 28,14 km², dân số năm 2019 là 3.720 người, mật độ dân số đạt 132 người/km².

## Lịch sử
Ngày 9 tháng 8 năm 2005, Chính phủ ban hành Nghị định 104/2005/NĐ-CP về việc:
- Thành lập phường Ngọc Hà trên cơ sở 120,90 ha diện tích tự nhiên và 2.399 người của xã Ngọc Đường
- Điều chỉnh 23 ha diện tích tự nhiên và 90 nhân khẩu của xã Ngọc Đường về phường Quang Trung quản lý.

Sau khi điều chỉnh địa giới hành chính, xã Ngọc Đường còn lại 3.168,10 ha diện tích tự nhiên và 3.130 nhân khẩu.
Ngày 27 tháng 9 năm 2010, Chính phủ ban hành Nghị quyết 35/NQ-CP về việc thành lập thành phố Hà Giang thuộc tỉnh Hà Giang. Xã Ngọc Đường trực thuộc thành phố Hà Giang.